# Spellbinder (serie televisiva)
Spellbinder (Spellbinder) è una serie TV australiano-polacca con protagonista Zbych Trofimiuk, trasmessa in Italia per la prima volta dal 1999 al 2000 da Rai 2 e successivamente replicate nel 2003.

## Le due serie
Spellbinder è una serie televisiva fantascientifica del 1995 e 1997 prodotta in Australia e Polonia in collaborazione con l'Australian Children's Television Foundation e con la Telewizja Polska. La storia è raccontata in forma di serie, divisa in 2 stagioni da 26 episodi l'una.

## Trama
Un gruppo di adolescenti va con la scuola al campus di Blue Mountains in Australia. Mentre sono al campus, Paul Reynolds accidentalmente apre una porta parallela tra il nostro mondo e un altro, attraverso campi magnetici ed elettricità. Quest'altro mondo è abitato da gente più gerarchica e tecnologicamente diversa ed è governata da un gruppo di persone note come Incantatori (Spellbinders). Paul incontra una ragazza di nome Riana, e diventano amici. 
Gli Spellbinders hanno scoperto il potere di creare e manipolare l'elettricità. Grazie alla pietra chiamata "pietra di energia" e sovraccaricata in un'enorme quantità, riescono a far levitare grandi navi volanti. 
Paul si troverà coinvolto in diverse situazioni: in primo piano la sua ricerca per come fare a tornare nel suo mondo. Gli Spellbinders, una volta convinti che lui venga da un altro mondo, cercheranno di carpirgli informazioni riguardo ad alcune invenzioni che lui si è portato da là: ad esempio vogliono che insegni loro come fabbricare la polvere da sparo.
Nella seconda stagione i mondi visitati dai protagonisti non sono solo due, ma molteplici. Ecco un breve elenco:
- La Terra degli Uomini;
- La Terra degli Spellbinder;
- La Terra del Signore Dragone;
- La Terra degli Immortali;
- La Terra delle Macchine;
- Il Mondo dei Doppi;
- Uno Mondo Misterioso (dove Ashka viene lasciata).

## Episodi

### Serie 1: Una Terra, Due Mondi
- 1. The Big Bang
- 2. Where Am I
- 3. Finding The Way Home
- 4. It Isn't Magic, It's Science
- 5. Secrets
- 6. Show Me Your World
- 7. The Gunpowder Plot
- 8. Secrets Of The Spellbinders
- 9. The Labyrinth
- 10. Desperate Measures
- 11. The Centre Of Power
- 12. Spellbinder Jack
- 13. The Final Challenge
- 14. Lost And Found
- 15. Hospitality
- 16. Breakout
- 17. The Trojan Toffee Trolley
- 18. Run!
- 19. Reunions
- 20. Alien Invasion
- 21. Hunt For Ashka
- 22. Clowning Around
- 23. High Tech Power Suit
- 24. A Spellbinder In The House
- 25. Breakfast Of Champions
- 26. Flight

### Serie 2: La Terra Del Signore Dragone
- 1. The Trans-Dimentional Boat
- 2. Ashka
- 3. The Dragon Lord
- 4. Oracle
- 5. A World Of Monsters
- 6. Attack Of The Thirty-Metre Warrior
- 7. Josh, The Water Spirit
- 8. Sun Becomes A Star
- 9. Designation Day
- 10. The Oracle Is Dead
- 11. The Only Child In The World
- 12. Girl For Sale
- 13. To Live Forever
- 14. Barbarians At The Gate
- 15. The Best Laid Plans...
- 16. Graveyard Of Machines
- 17. The Hunter And The Haunting
- 18. Stop The Moloch!
- 19. Escape From The Palace
- 20. Kathy Meets... Herself
- 21. The Doublecross
- 22. On The Trail
- 23. The Two Joshes
- 24. Who's Who?
- 25. The Disappearing Act
- 26. A Wedding Surprise